# Ржевская, Феодосия Степановна
Феодосья Степановна Ржевская (в замужестве Голицына; 30 декабря 1760 — 22 июля 1795) — одна из лучших воспитанниц второго выпуска Смольного института, за успехи в учёбе была удостоена шифром императрицы, двоюродная сестра Е. А. Нарышкиной, Е. А. Демидовой и Г. А. Строганова.

## Биография
Феодосия родилась в семье, принадлежавшей к высшему обществу обеих столиц. Её отец — генерал-поручик Степан Матвеевич Ржевский, приходился четвероюродным братом Марии Алексеевне Пушкиной, бабушке поэта; мать — Софья Николаевна, урождённая баронесса Строганова, сестра А. Н. Строганова. Своё имя Феодосия получила в честь бабушки по отцу, Феодосии Наумовны (1717—1785), которая была дочерью и сестрой адмиралов Н. А. и А. Н. Сенявиных. Кроме Феодосии у Ржевских было ещё две дочери: Прасковья (1761—1814) и Мария (1774—1852).
В Смольный институт Феодосия поступила в 1767 году вместе с сестрой Прасковьей (или близнец, или на год моложе её). 
В 1779 году сестры окончили институт, Феодосия Ржевская, высказав отличные успехи, в числе шести лучших воспитанниц была пожалована золотым шифром императрицы. После выпуска девушки вернулись в родительский дом.
Их отец, Степан Матвеевич, был человеком прославленным и состоятельным, он слыл любителем театра, отличался острым умом, притом был характера живого, быстрого, вспыльчивого и любил всякого рода забавы.

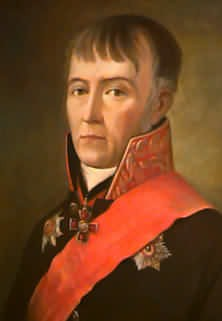
Князь М. Н. Голицын — муж

Лето семья Ржевских проводила в имении, а зимой в Москве. Живя в Москве, Феодосия проводила время весело, отец держал дом открытым, давал пиры и представления. К ним съезжалось много молодёжи, которая составляла труппу домашнего театра, в которую входили и дочери Ржевского. Князь И. М. Долгоруков, их двоюродный брат, так описывал в своих воспоминаниях Феодосию Степановну:
…Она была тиха, скромна и меланхолического свойства. Природа одарила её разными талантами, из коих наипаче отличалась она в искусстве  Терпсихоры. Будучи еще на воспитание в Смольном, она танцевала балеты при Екатерине, которые так ей полюбились… Но была она ума не хитрого, и с этой стороны не похожа на отца. Проста в чувствах и помышлениях, она с невинностью предавалась первым впечатлениям  природы.

О другой из сестер, Прасковье, Долгоруков писал:
…Она была живой, резвой, взбалмошной, вся в отца.
Судьба Прасковьи устроилась быстро. В то время, когда Феодосия сидела в девицах, Прасковья совсем молоденькой стала женой генерал-майора Ивана Сергеевича Кологривого (ум. 1782), овдовев, она в 1783 году стала женой князя Н. С. Урусова (1745—1806).
В 1782 году, в день своего пятидесятилетия, умер Степан Матвеевич, с его смертью жизнь Феодосии изменилась, в доме больше не было шумных балов и веселья. Всё время она проводила в тихом домашнем кругу, часто гостила у сестры, помогая ей в воспитании детей. 

В 1786 году 26-летняя Феодосия Степановна вышла замуж за овдовевшего князя Михаила Николаевича Голицына. Со временем он дослужился до тайного советника, был ярославским губернатором. Но жизнь княгини Феодосии Голицыной оказалась недолгой, она умерла совсем молодой 22 июля 1795 года и была погребена вместе с дочерью на Урусовском кладбище Толгского монастыря в Ярославле.

## Дети
У Федосии Степановны было двое детей:
- Софья (10.10.1788—1793)
- Николай (1790—1812), погиб в Бородинском сражении.

## Исторические факты
- Интересно, что в один год с сестрами Ржевскими Смольный окончила и их двоюродная тётка — Мария Алексеевна (1762—1822), дочь адмирала А. Н. Сенявина, брата их бабки Феодосии Наумовны. Впоследствии она стала очень знатной особой и вышла замуж за А. Л. Нарышкина.

- Федосия Ржевская была четвероюродной сестрой поэта А. А. Ржевского, чья жена Глафира Алымова была лучшей воспитанницей первого выпуска Смольного института.